# Romans epok
Romans epok – typ powieści społecznej, dążący do przedstawienia możliwie pełnego obrazu danej społeczności, w jednym lub kilku ważnych dla niej okresach. Najczęściej koncentrował się na problemie zetknięcia się dwóch odmiennych, zwalczających się nawzajem epok lub tendencji społecznych. Synteza życia społecznego uzyskiwana jest często poprzez wprowadzenie, obok akcji właściwej, akcji poprzedzającej (ujawniającej się np. we wspomnieniach bohaterów), a także licznych postaci pobocznych, towarzyszących kilku postaciom głównym. Romans epok zawierał również liczne i różnorodne wątki, mające w założeniu ukazać pełny obraz danej epoki. Gatunek pojawiał się w twórczości takich pisarzy, jak: Friedrich von Spielhagen i Iwan Turgieniew. W Polsce tą techniką powieściową posługiwał się Zygmunt Kaczkowski.